# Industry (irische Band)
Industry war eine irisch-englische Pop-Band. Sie wurde 2009 gegründet und hatte im selben Jahr zwei Nummer-eins-Hits in Irland.

## Bandgeschichte
Die Band wurde 2009 von James Hyland, Gründer des irischen Musikfernsehsenders Bubble Hits Music TV, entdeckt und seitdem gemanagt. Während Donald Skehan, Morgan Deane und Michele McGrath aus Irland stammen, kommt Lee Hutton aus Chesterfield in England. Unter Mithilfe der schwedischen Musikproduzenten-Duos Holter/Eriksson sowie der Produktionsfirma Ten Productions entstanden insgesamt sieben größtenteils von den Bandmitgliedern geschriebene Lieder. Die erste Single mit dem Titel My Baby’s Waiting wurde im Juni 2009 veröffentlicht und erreichte bereits in der ersten Woche Platz 1 der irischen Singlecharts. Auch die zweite Single Burn wurde ein Nummer-eins-Hit in Irland.
Die Gruppe spielte im Juli 2009 als Vorband der Pussycat Dolls auf ihrer Irland-Tournee. Nach der Veröffentlichung zweier weiterer Singles, die nicht an den Erfolg der vorangegangenen Veröffentlichungen anknüpfen konnten, löste sich Industry 2010 auf und die Mitglieder der Gruppe gingen getrennte Wege.

## Diskografie
Singles
- My Baby’s Waiting (2009)
- Burn (2009)
- In Your Arms (2009)
- My Mistake (2009)